# Pedro Formosa
Pedro Agustín Formosa (n. Buenos Aires, Argentina; 1 de febrero de 1996) es un futbolista argentino. Juega de arquero y su equipo actual es el Dandenong City, de la National Premier Leagues Victoria, segunda categoría del fútbol australiano.

## Carrera

### Comienzos
Formosa realizó las divisiones inferiores en River Plate hasta 2016, cuando llegó a Quilmes. En el Cervecero apenas fue al banco de suplentes en una ocasión, cuando el club de Primera División (en ese momento) quedó eliminado a manos de Unión Aconquija.

### San Telmo
Al no tener posibilidades de jugar en Quilmes, Formosa pasó a vestir los colores de San Telmo, equipo de la Primera B, en 2018. Debutó el 8 de marzo en la goleada por 3-0 sobre Talleres de Remedios de Escalada.
Con el Candombero logró el ascenso a la segunda categoría del fútbol argentino venciendo por penales a Deportivo Madryn.

## Estadísticas
- Actualizado hasta el 1 de abril de 2022.

| Quilmes Argentina | 1.ª                 | 2016-17             | 0  | 0  | 0 | 0 | - | - | 0  | 0  | 0,00 |
| Quilmes Argentina | 2.ª                 | 2017-18             | 0  | 0  | - | - | - | - | 0  | 0  | 0,00 |
| Quilmes Argentina | Total club          | Total club          | 0  | 0  | 0 | 0 | - | - | 0  | 0  | 0,00 |
| San Telmo Argentina | 3.ª                 | 2018-19             | 2  | 2  | - | - | - | - | 2  | 2  | 1,00 |
| San Telmo Argentina | 3.ª                 | 2019-20             | 0  | 0  | 1 | 0 | - | - | 1  | 0  | 0,00 |
| San Telmo Argentina | 3.ª                 | 2020                | 7  | 8  | - | - | - | - | 7  | 8  | 1,14 |
| San Telmo Argentina | 2.ª                 | 2021                | 4  | 8  | 0 | 0 | - | - | 4  | 8  | 2,00 |
| San Telmo Argentina | Total club          | Total club          | 13 | 18 | 1 | 0 | - | - | 14 | 18 | 1,28 |
| Dandenong City Australia | 2.ª                 | 2022                | 6  | 15 | - | - | - | - | 6  | 15 | 2,50 |
| Dandenong City Australia | Total club          | Total club          | 6  | 15 | - | - | - | - | 6  | 15 | 2,50 |
| Total en su carrera | Total en su carrera | Total en su carrera | 19 | 33 | 1 | 0 | - | - | 20 | 33 | 1,65 |
| (1) Las copas nacionales se refiere a la Copa Argentina. (2) Las copas internacionales se refiere a la Copa Libertadores y a la Copa Sudamericana. (3) Media de goles recibidos por encuentro. No incluye goles en partidos amistosos. |                     |                     |    |    |   |   |   |   |    |    |      |